# Carlos da Silva
Carlos da Silva (Setúbal 1934 – Lisboa 15 de novembro de 2008), foi um realizador e produtor de cinema português.

## Biografia
Tendo nascido em Portugal, foi em França que se dedicou às artes de representar. Começou como ator no teatro, no Théâtre de Paris sob a direção de Luchino Visconti, e iniciou-se, novamente como ator, no cinema, com o realizador Claude Lelouch.
Em 1963, Bernard Chevry criou a feira MIP-TV em Cannes, que Carlos da Silva dirigiu durante os dois primeiros anos de existência e que iria evoluir nas décadas seguintes, para o atual importante mercado mundial do cinema e televisão a acompanhar anualmente o Festival de Cannes. Depois de 1965, Silva seguiu para trabalhar em produções do cinema francês com atores como Jean Gabin, Gérard Depardieu e Ben Kingsley.
Estreou-se na realização só em 1996, criando com o holandês George Sluizer o filme Mortinho por Chegar a Casa. Foi nomeado para melhor realizador em vário festivais na Holanda, Bélgica e Portugal, acabando por ser premiado no Fantasporto em 1997. Chegou ainda a ser nomeado para os Globos de Ouro de 1996.
Morreu no dia 15 de novembro de 2008 em Lisboa, de paragem cardíaca. Encontra-se sepultado no Cemitério do Alto de São João em Lisboa.